# Universidad de Kurume
Universidad de Kurume (久留米大学 Kurume Daigaku?,  abreviado como 久大, Kyūdai) es una universidad privada, establecida en 1928. La Universidad de Kurume se encuentra en el distrito de Chikugo en Kurume, prefectura de Fukuoka (en la isla de Kyūshū), Japón.

## Historia
- 1928 Escuela Médica de Kyūshū. (Precursora de la universidad Kurume)
- 1949 Se establece la Facultad de Comercio en el Campus de Mii.

## Facultades y Departamentos
- Facultad de Literatura
  - Estudios Interculturales
  - Psicología
  - Sociología de Información
  - Bienestar
- Facultad de Economía
  - Economía Cultural
  - Economía
- Facultad de Comercio
  - Comercio
- Facultad de Derecho
  - Jurisprudencia
  - Política Internacional
- Facultad de medicina
  - Escuela de Medicina
  - Escuela de enfermería

## Institutos
Instituto de Educación en lenguas extranjeras

## Escuelas de graduados
- Escuela de graduados de Estudios Comparativos de Culturas y Sociedades Internacionales
- Escuela de graduados de Psicología
- Escuela de graduados de Comercio
- Escuela de graduados de Medicina
- Escuela de profesionales y graduados de Derecho

## Campus
- Campus de Mii
  - Las facultades de Literatura, Economía, Comercio, Derecho y Escuela de profesionales y graduados de Derecho
- Campus de Asahi-machi
  - Escuela de medicina, Hospital universitario de Kurume
- Centro de Intercambio Educativo Beijing de la Universidad de Kurume (China)

## Hospital Universitario
- Hospital de la Universidad de Kurume
- Centro Médico de la Universidad de Kurume
- Centro de Rehabilitación de la Universidad de Kurume

## Principales centros de investigación (14 centros de investigación)
- Instituto de Estudios Comparativos de Culturas y Sociedades Internacionales (Campus Mii)
- Instituto de Educación en lenguas extranjeras (Campus Mii)
- Instituto Industrial de Economía (Campus Mii)
- Centro de investigación para Terapia Innovativa de Cáncer (Campus Asahi-machi)
- El centro internacional (Campus Mii)     etc.

## Librerías
- 2 Librerías (Campus Mii, Campus Asahi-machi)